# Faro Molo de Abrigo de Iquique
El Faro Molo de Abrigo Iquique es un faro perteneciente a la red de faros de Chile. Su estructura está conformada por una torre de concreto de forma troncocónica de color rojo y posee una luz del mismo color que indica la banda de estribor (derecha) de la entrada a la dársena del puerto. Fue construido en el extremo del molo de abrigo, como complemento del faro situado en la península Serrano. Su tradicional torre termina en un balcón con balaustrada. Faro no habitado.